# Tadarida
A Tadarida az emlősök (Mammalia) osztályának a denevérek (Chiroptera) rendjébe, ezen belül a kis denevérek (Microchiroptera) alrendjébe és a szelindekdenevérek (Molossidae) családjába tartozó nem.

## Rendszerezés
A nembe az alábbi 10 faj tartozik:
- egyiptomi szelindekdenevér (Tadarida aegyptiaca)
- Tadarida australis
- mexikói szelindekdenevér (Tadarida brasiliensis)
- Tadarida fulminans
- Tadarida insignis - korábban T. teniotis-nak tekintették
- Tadarida kuboriensis - korábban T. australis alfajának tekintették
- Tadarida latouchei
- Tadarida lobata
- nagy szelindekdenevér (Tadarida teniotis) típusfaj
- Tadarida ventralis